# Landschaftswandel
Als Landschaftswandel bezeichnet man die Veränderungen der Landschaft aufgrund anthropogener Ursachen. Dabei entwickeln sich Naturlandschaften im Laufe der Zeit zu Kulturlandschaften unterschiedlichster Ausprägung (Agrarlandschaft, Industrieregion, Stadtlandschaft, Tourismusdestination). Die Ursachen des Landschaftswandels sind in erster Linie das Bevölkerungswachstum (beispielsweise das der Schweiz) und die damit verbundene Erweiterung der Siedlungsfläche und der Verkehrs- und Energieinfrastruktur, sowie die großräumige Umgestaltung der landwirtschaftlichen Nutzfläche.

## Ursachen am Beispiel der Schweiz
Durch das Wirtschaftswachstum und den Strukturwandel in Wirtschaft und Gesellschaft steigen die Ansprüche an die Landschaft als Lebensgrundlage des Menschen stetig an. Die Kulturlandschaft mit den ländlichen und städtischen Siedlungen ist das Ergebnis der Wirtschaft- und Gesellschaftsentwicklung. Im Zentrum des Landschaftwandels stehen die Landwirtschaftsflächen. Sie unterliegen dem landwirtschaftlichen Strukturwandel, werden besiedelt, renaturiert oder gehen in Wald über. Hier wird am Beispiel der Schweiz der Landschaftswandel in hochentwickelten Ländern beschrieben.

### Siedlungswachstum
Die Ursachen des Siedlungswachstums in der Schweiz sind einerseits das Bevölkerungswachstum und andererseits der gestiegene Flächenbedarf pro Person. Am Beispiel der zehn grössten Schweizer Städte lässt sich das Siedlungswachstum gut zeigen.

### Landwirtschaftlicher Strukturwandel
Im Laufe des 19. und 20. Jahrhunderts wurden vielerorts in der Schweiz Gesamtmeliorationen durchgeführt (in Deutschland werden ähnliche Verfahren Flurbereinigung, in Österreich Zusammenlegung genannt). Zunächst ging es dabei um Arbeitsbeschaffung und die Erweiterung der landwirtschaftlichen Nutzfläche. Später wurden Gesamtmeliorationen auch zur Landbeschaffung (Nationalstrassen, Eisenbahnbau) und als Instrument der Raumplanung, des Natur- und Landschaftsschutzes sowie der Strukturverbesserung in der Landwirtschaft eingesetzt. Zu den entsprechenden Massnahmen gehörten unter anderem Güterzusammenlegungen, Erosionsschutz und Weganlagen. Es erfolgte letztlich eine Neuordnung des ländlichen Raumes unter Berücksichtigung vielfältiger, zunehmend auch ökologischer, Aspekte.

### Infrastrukturausbau
Mit der Zunahme der Bevölkerung und der Weiterentwicklung der Gesellschaft muss auch die Infrastruktur angepasst und erweitert werden.
In der Schweiz wurde 1955 die erste Autobahn eröffnet; das Autobahnnetz wird voraussichtlich 2020 fertiggestellt (ursprüngliche Planung: 1985). Zwischen 1985 und 2009 hat die gesamte Strassenfläche der Schweiz um 14,7 % zugenommen. Das heutige Strassennetz der Schweiz ist 72’000 km lang (Stand 2014). Der erste Strassentunnel der Schweiz, das sogenannte Urnerloch, wurde 1707 gebaut. Seither hat sich der Tunnelbau stark weiterentwickelt; mit 1300 Tunnels gehört die Schweiz heute zu den Ländern mit der höchsten Tunnelbaudichte. Relativ spät wurde 1847 die erste Bahnlinie der Schweiz, die sogenannte „Spanisch-Brötli-Bahn“ zwischen Baden und Zürich, in Betrieb genommen. Heute hat die Schweiz eines der dichtesten Bahnnetze der Welt. Auch die Entwicklung der Energie- und Wasserversorgung verändert die Landschaft; die Energieversorgung vor allem durch den Bau von Hochspannungsleitungen (Freileitungen). Der Großteil des Schweizer Energie- und Wassernetzes wurde zwischen 1950 und 1980 erbaut.
Im Vergleich zum Ausland besitzt die Schweiz heute eine durchaus moderne Infrastruktur, allerdings werden in naher Zukunft diverse Sanierungsarbeiten anfallen.

### Gewässerkorrektionen und Renaturierung
Unter Gewässerkorrektionen versteht man die Kanalisierung und Begradigung von Flussläufen. In der Schweiz konnten durch solche Eingriffe im 19. und 20. Jahrhundert regelmässige Überschwemmungen verhindert, Sumpfgebiete entwässert und neues Kulturland geschaffen werden. Dieses konnte danach als Landwirtschafts- oder Siedlungsgebiet verwendet werden.
Ein gutes Beispiel dafür ist die Juragewässerkorrektion. Neben der Veränderung der an die Flussläufe angrenzenden Landschaftsflächen wurden auch die Flussläufe selber verändert: Aus unregelmässig geschwungenen und flachen Flussläufen mit verschiedenen Flussbetten/Nebenarmen wurden gerade, tiefere und mit Beton eingedämmte Flussläufe mit einem grösseren Querschnitt, welche das Wasser schneller abführten. Wenn möglich wurden diese Kanäle auch in grössere Seen umgeleitet, wie zum Beispiel der Hagneckkanal, um im Falle eines Hochwassers ein „Ausgleichbecken“ zu haben. Wegen der begradigten Flüsse, welche ein schnelleres Abfliessen des Wassers ermöglichten, sank der Wasserspiegel mancher Seen. So ist die St. Petersinsel im Bielersee durch die Juragewässerkorrektion zu einer Halbinsel geworden.
Die schnellere Fliessgeschwindigkeit der Flussläufe, verstärkte Erosion und der Verlust von Auen haben aber auch Probleme geschaffen. So können sich weniger Pflanzen und Tiere ansiedeln, was zur Folge hat, dass sich die Artenvielfalt am Rande der Flüsse und Seen verkleinert. Diesen Mängeln versucht man heute mancherorts durch Renaturierung zu begegnen.

## Erfassungsmethoden
Der Landschaftswandel kann im Wesentlichen mit drei Methoden erfasst werden. Zum einen können durch Vergleichen von alten und neuen Karten bzw. Bildern qualitative Aussagen über die Veränderungen der Landschaft gemacht werden. Weiter werden mit der Arealstatistik quantitative Aussagen zur Bodennutzung und deren Entwicklung gemacht. Ausserdem können die Wechselwirkungen im Wirkungsgefüge einer Landschaft mit einer DPSIR-Analyse untersucht werden.

### Vergleich von Karten oder Bildern
Der Landschaftswandel in der Schweiz ist anhand von Karten des gleichen Ortes aus verschiedenen Jahren ersichtlich. Vor allem die Gewässerkorrektionen und die Infrastrukturerweiterung sind an folgenden zwei Beispielen deutlich erkennbar:
- Die Stadterweiterung von Bern in alle Himmelsrichtungen bei fast kompletter Erhaltung der drei grossen Wälder rund um die Stadt (Bremgarten- und Könizbergwald und Ostermundigenberg) ist sehr auffällig. Ausserhalb des Stadtzentrums wurden Autobahnen gebaut und das Eisenbahnnetz wurde erweitert.[12][4]

- Am Beispiel des Berner Seelandes werden die Auswirkungen der Juragewässerkorrektion deutlich. Von Aarberg her wurde der Hagneckkanal gebaut, mit dem die Aare begradigt und in den Bielersee geleitet wurde. Ausserdem ist ein Siedlungswachstum in Lyss und Aarberg gut erkennbar.[11]

### Arealstatistik
→ Siehe auch: Arealstatistik der Schweiz
Die Arealstatistik der Schweiz wird vom Bundesamt für Statistik veröffentlicht. Alle 12 Jahre werden darin Informationen zur Bodennutzung und dessen Bedeckung in der Schweiz aufgezeigt. Die Grundlage dafür liefern Luftbilder des Bundesamtes für Landestopographie. Die Arealstatistik benutzt zudem Statistiken und Geobasisdaten des Bundes, der Kantone und von Hochschulen. Als gesetzliche Basis dient die Bundesverfassung. Es werden 4,1 Millionen Stichprobenpunkte im Raster von 100 × 100 Metern gemacht. Erfasst wird die Gesamtfläche der Schweiz auf den Ebenen Schweiz, Kantone, Bezirke, Gemeinden und Hektaren sowie beliebigen Raumeinheiten. Die Arealstatistik wird in Siedlungs-, Landwirtschafts-, bestockte und unproduktive Flächen sowie deren Vegetation eingeteilt. Auf den vier Hauptbereichen sind 72 Unterkategorien aufgebaut. Die schweizerische Arealstatistik wird seit 1979 alle zwölf Jahre durchgeführt. Die Statistik entsteht jeweils ein oder zwei Jahre nach den entsprechenden Luftbildaufnahmen.

### DPSIR-Analyse
Die Wechselwirkungen im Wirkungsgefüge einer Landschaft werden mit dem DPSIR-Modell analysiert. Dabei steht DPSIR für Driving forces, Pressures, States, Impacts and Responses. Im Programm "Landschaftsbeobachtung Schweiz" (LABES) werden insgesamt 39 Indikatoren zur Beobachtung des Zustandes und der Entwicklung der landschaftlichen Qualitäten in der Schweiz verwendet.